# 気賀駅
気賀駅（きがえき）は、静岡県浜松市浜名区細江町気賀にある、天竜浜名湖鉄道天竜浜名湖線の駅である。

## 歴史
- 1938年（昭和13年）4月1日：鉄道省二俣西線の駅として開設[1]。旅客・貨物の取扱を開始[1]。
- 1970年（昭和45年）6月1日：貨物取扱廃止[1]。
- 1987年（昭和62年）3月15日：二俣線第三セクター化、天竜浜名湖鉄道の駅となる[1]。
- 2009年（平成21年）11月1日：無人駅化[2]。
- 2011年（平成23年）1月26日：駅舎、ホーム上屋及びプラットホームが国の登録有形文化財に登録[3]。
- 2022年（令和4年）6月8日：『AKB48✕天浜線』コラボ企画として、AKB48メンバー村山彩希が命名した「てあらいうがい消どく駅」を副駅名として付けられる（ - 9月30日）[4]。

## 駅構造
単式ホーム1面1線を有する地上駅。以前は島式ホーム1面2線を有する交換駅で、ホーム上屋に面影が残る。
無人駅。北西寄りに木造モルタル建の駅舎を備え、内部には飲食店「中華屋 貴長」が入居している。
気賀町高架橋、気賀駅本屋、気賀駅上屋及びプラットホームの3施設が、国の登録有形文化財に登録されている。

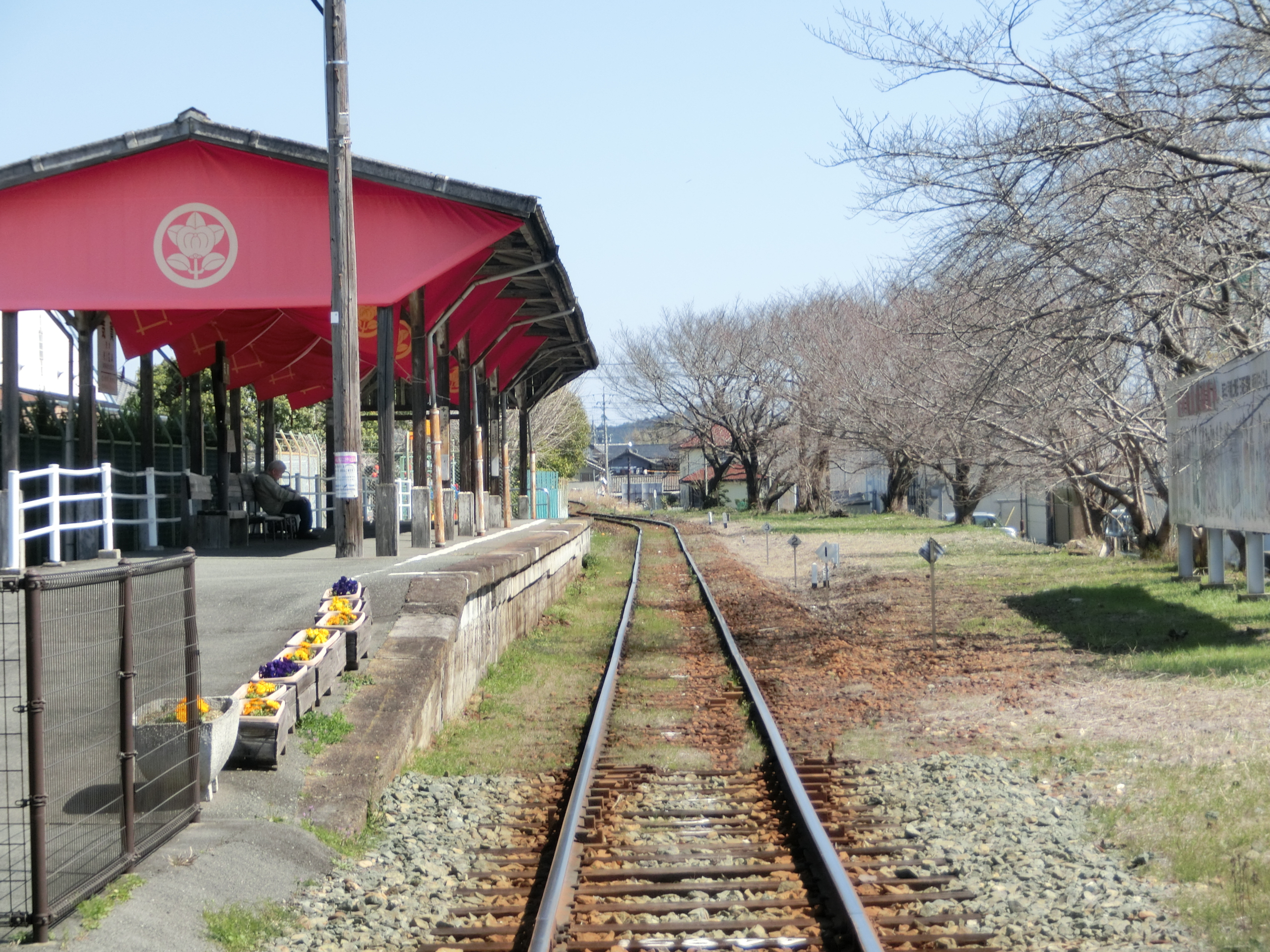
ホームと上屋

## 利用状況
近年の1日平均乗車人員の推移は以下の通り。
| 乗車人員推移 | 乗車人員推移    |
| 年度         | 1日平均乗車人員 |
| ------------ | --------------- |
| 2008         | 113             |
| 2009         | 101             |
| 2010         | 105             |
| 2011         | 136             |
| 2012         | 129             |
| 2013         | 123             |
| 2014         | 124             |
| 2015         | 100             |
| 2016         | 105             |
| 2017         | 142             |
| 2018         | 73              |

## 駅周辺
住宅が多い。
- 浜松市北行政センター（旧 細江町役場、浜松市北区役所）
- 浜松市みをつくし文化センター
- 細江警察署
- 細江郵便局
- 細江神社
- 国道362号
- 姫街道
- 気賀関所
- 浜松市姫街道と銅鐸の歴史民俗資料館：姫街道と言う名前が文献に登場するのは幕末近くになってから。元々姫街道は、本坂峠を越える道だったことから「本坂通」と呼ばれ、古代から存在していたと伝えられている。寛永年間（1624年 - 1644年）に入ると、本街道である東海道を利用する人が増えて、本坂通は徐々に寂れて行くこととなるが、宝永地震をきっかけに再度び往来数が激増した。以後は、参勤交代の大名行列も本坂通を通るようになった。
- 堀川城

## バス路線
当駅すぐ裏手には遠鉄バスの細江営業所が立地する。
最寄バス停は気賀駅前であり、発着するバスは以下の通り。
| 系統番号           | 路線名             | 主要経由地 | 主な行先         | 運行事業者   | 備考                                                                |
| ------------------ | ------------------ | --- | ---------------- | ------------ | ------------------------------------------------------------------- |
| 40                 | 気賀三ヶ日線       | 気賀四ッ角・湖東・聖隷三方原病院・姫街道車庫・追分・葵町・和合町・静岡大学・浜松北高・市役所南・田町                           | 浜松駅           | 遠州鉄道     | 三ヶ日発便は停車しない。 また、以前は高町・ゆりの木通り経由だった。 |
| 43                 | 引佐線             | 気賀四ッ角・浜松みをつくし特別支援学校・金指・根洗・三方原墓園・追分・葵町・和合町・静岡大学・浜松北高・市役所南・ゆりの木通り | 浜松駅           | 遠州鉄道     | かつては高町経由だった。                                            |
| 浜松市自主運行バス | 浜松市自主運行バス | （細江地域バス（細江みをつくしバス））                                                                                         | 聖隷三方原病院   | 遠鉄タクシー | 詳細は当該記事を参照。                                              |
| 浜松市自主運行バス | 浜松市自主運行バス | （引佐地域バス（いなさみどりバス）なおとら線）                                                                                 | 引佐北部小中学校 | 遠鉄タクシー | 詳細は当該記事を参照。                                              |

- 40気賀三ヶ日線のうち三ヶ日発着系統は、以前朝1本だけ存在した気賀駅前発三ヶ日車庫行を除いて当バス停を通らないため、当駅より徒歩数分の片町バス停若しくは本陣前公園バス停からとなる。
- 以前は上表の各系統や前述した気賀駅前発三ヶ日車庫行以外にも舘山寺気賀線や朝一本の浜名湖レークサイドプラザ発舘山寺温泉行遠鉄バスが気賀駅前バス停を発着していた。特に後者は気賀駅前バス停を始終点とはせず、気賀駅前の次はこの便専用の遠鉄細江営業所バス停に停車していた。

## 隣の駅
天竜浜名湖鉄道
■天竜浜名湖線
岡地駅 - 気賀駅 - 西気賀駅